# Erastria latimargo
Erastria latimargo là một loài bướm đêm trong họ Geometridae.